# Görög–perzsa háborúk
A görög–perzsa háborúk alatt azt az időszakot értjük, amikor a görög poliszok és az Óperzsa Birodalom hadban állt egymással (i. e. 499–449). A háború i. e. 498-ban az ión felkeléssel kezdődött. A görögök hősiesen ellenálltak, számtalan csatát nyertek, ám a perzsák Athént is elfoglalták.
I. Dárajavaus (I. Dareiosz) halála után fia, I. Khsajársá perzsa király (I. Xerxész) folytatta apja háborúját. A perzsák gyorsan elfoglalták Trákiát, Makedóniát és Thesszáliát, majd Thermopülánál egy taktikai csellel legyőzték a görögök szárazföldi erőit. Ezután azonban a szalamiszi csatában a görögök megsemmisítő vereséget mértek a perzsa hajóhadra, majd a plataiai csatában a tél elmúltával újra támadásba lendülő perzsa szárazföldi haderőt is legyőzték. A görögök ezután ellentámadásba lendültek. Több várost elfoglaltak Cipruson, a szárazföldön pedig egészen Büzantionig jutottak. A városból azonban távozniuk kellett, és Spárta kilépett a görög szövetségből.
Athént a spártaiak kilépése arra kényszerítette, hogy új szövetséget hozzon létre. A Déloszi Szövetség hamarosan megtámadta az Óperzsa Birodalmat, pontosabban Kitionosz városát, de az ostrom sikertelen volt. Ez arra késztette a két felet, hogy megkössék a kalliaszi békét.

## Történelmi források
A háborúk történetéről  feljegyzések készültek  mind  görög, mind  perzsa részről, azonban az idők folyamán ezek elvesztek, illetve megsemmisültek. A legfontosabb forrás a „történelem atyjától”, a  görög Hérodotosztól maradt fenn. Hérodotosz i. e. 484-ben született Halikarnasszoszban, Kária perzsa szatrapia fővárosában. I. e. 440 és i. e. 430 között írta meg Történelem című művét. Ebben regényes formában írta le a történelmi eseményeket, és ez új volt abban a korszakban.
Az ókori történetírók folytatták Hérodotosz történelmi munkáját. Thuküdidész tanulmányozta elődje  műveit és átvette annak látásmódját, ugyanakkor bírálta is. Thuküdidész ott kezdte a művét, ahol Hérodotosz befejezte, ez Szesztosz ostroma volt. Azért nem írta újra elődje művét is, mivel azt pontosnak tartotta. Plutarkhosz is kritizálta Hérodotoszt a Hérodotosz rosszindulata című írásában, ahol egyenesen „Philobarbaros”-nak (barbár-szerető) írta le, mivel nem a görögök álláspontját jegyezte le a művében. Bár Plutarkhosz negatív látásmódját még a reneszánsz alatt is tanították, művei segítették a régészeti kutatásokat is, Hérodotosz munkái igen népszerűek voltak. A modern nézet szerint Hérodotosz életműve nagy jelentőségű volt, bár kronológiája és számadatai nem mindig reálisak. Több történész szerint a hatalom számára írta meg könyveit.
Thuküdidész elsősorban a peloponnészoszi háborúról írt, így nem maradt fenn egyetlen esemény leírása sem a Hérodotosz munkájának befejezése (i. e. 479) és a peloponnészoszi háború kezdete (i. e. 431) közötti időkről. Ebből arra következtetnek, hogy az Égei-tenger környékén béke volt. Thuküdidész történetírása a leggazdagabb forrásanyag i. e. 479 után a témában, és a modern történészek szerint megbízható. A többi mű az i. e. 4. századból származik, és az ephoroszi történéseket mondja el.
Plutarkhosz az események után 600 évvel élt, ezért művét másodlagos forrásnak tekintik. Az ő művében azonban több olyan információ is szerepel, amelyek Hérodotosznál és Thuküdidésznél nem.
Diodórosz az 1. században szintén megírta a görög–perzsa háborúk történéseit, aki Ephorosz görög történetíró munkáit vette alapul. A modern történészek sokat kritizálják pontatlanságát és stílusát, viszont dicsérik a részletességét. A legfontosabb forrásanyag a perzsákról a görög irodalmártól, Ktésziasz Knidiosztól származik, aki II. Artakhsaszjá perzsa király orvosa volt az i. e. 4. században. Knidiosz perzsa források alapján írta le az eseményeket, megemlékezett Hérodotoszról, sőt át is vett onnan néhány hamis információt és elfogult állítást. Sajnos utolsó munkája nem maradt fenn. A 9. században I. Focia bizánci pátriárka Myriobiblon című műve, majd VII. Konstantin Eklogai című műve is foglalkozik a görög–perzsa háborúkkal. Több római történetíró, például Justinus és Cornelia Nepotus is írt a témáról. Pauszaniasz Periégétész Görögország leírása című művében is említést tesz a csatákról. Nepotus és Ktésziasz Knidiosz írásait azonban nem tartják hitelesnek a modern történészek.

## A konfliktus előzményei
A mükénéi kultúra után számos görög törzs telepedett le Kis-Ázsiában. Három törzsi közösséget alkottak: aiolok, iónok és dórok. Az iónok Lüdia és Kária partjainál tizenkét városban telepedtek le: Milétosz (főváros), Priéné és Müosz Káriában; Epheszosz, Kolophón, Lebed, Teósz, Klazomenai, Phokaia és Eretria Lüdiában; Szamosz és Khíosz szigetek. Az ión városok függetlenek voltak mind területileg, mind kulturálisan. Függetlenek voltak mindaddig, amíg II. Alüattész lüd király elfoglalta Milétoszt, de a konfliktus egyezménnyel zárult, amelyben a város belső autonómiát kapott. Ugyanabban az időben a lüdök a médekkel voltak hadban, végül ez is egyezménnyel ért véget. Ebben meghatározták, hogy a Halüsz folyó lesz a határ a két állam között.

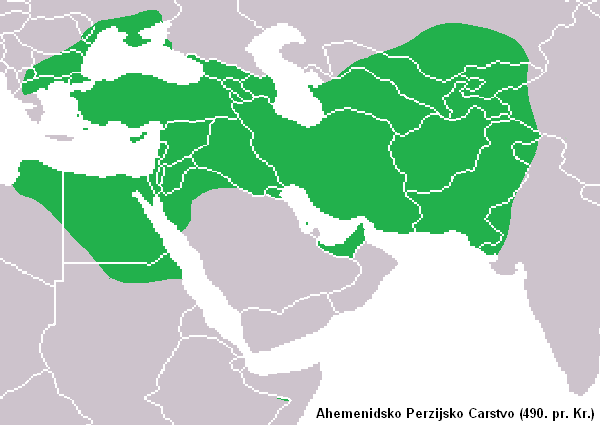
A birodalom kiterjedése i. e. 490 körül

Ebben az időben Perzsia a Méd Birodalom egyik jelentéktelen tartománya volt.
I. e. 553-ban Istuviga unokája, a perzsa Kurus herceg vezetésével, az arisztokrácia támogatására támaszkodva, a perzsák felkeltek a méd uralom ellen. I. e. 550-ben győzött a herceg, és megalapította az Óperzsa Birodalmat. Kroiszosz, Lüdia királya a méd–perzsa konfliktust látva elment Delphoiba, ahol azt a jóslatot kapta, hogy ha háborút indít, egy nagy birodalom bukását okozza. Kroiszosz ezért hadba vonult az új birodalom ellen, de a perzsák legyőzték csapatait, és a jóslat abban az értelemben vált valóra, hogy a lüd birodalom elbukott.
A lüdök elleni háború idején II. Kurus perzsa király levelet küldött az iónoknak, hogy lázadjanak fel a lüd uralom ellen. Miután II. Kurus legyőzte a lüdöket, az ión városok a korábbi státuszukat kívánták megtartani, amit Kroiszosz lüd király alatt élveztek, de ezt a perzsa király megtagadta, mert korábban az iónok nem segítették az uralkodót. Az iónok ekkor fellázadtak Kurus ellen, aki Harpagosz méd tábornokot küldte ellenük. Harpagosz és Mazarész tábornokok a görögök által ismeretlen harci taktikát alkalmazva elfoglalták az ión partvidéket. Harpagosz először Phokaia városát vette be, amelynek a lakosai átmenetileg Szicíliába menekültek. Teósz város lakosainak egy része is elmenekült, de az iónok hősiesen ellenálltak, míg végül őket is legyőzték.
Az iónok felett aratott győzelem után a perzsák megértették, hogy Iónia kormányzása túl nagy terhet jelent a távoli székhellyel rendelkező birodalomnak, Kurus ezért az adminisztráció megkönnyítése érdekében a júdeaihoz hasonló szövetségi rendszert dolgozott ki. Innen származik az oszd meg és uralkodj kifejezés is, továbbá az ión belső harcokat is megszüntette. Az ión poliszok vezetőjének nehéz volt közvetíteni a perzsák és a lakosok között, ami nem mindig sikerült, és ennek is köszönhető az ión felkelés.
Az előzményekhez hozzátartozik még Dárajavaus balsikerű szkíta-hadjárata is i. e. 513-ban, amelynek során a perzsák a Duna torkolatáig jutottak. Egyes szerzők szerint ez már a görögök elleni hadjárat előkészítése volt azzal, hogy elvágták a görög fekete-tengeri kereskedelmi útvonalakat. Mások rámutatnak, hogy a görög tengeri kereskedelem még i. e. 508-ban sem szenvedett semmilyen hátrányt a Földközi-tenger keleti részén és a Fekete-tengeren, amit úgy értékelnek, hogy Dárajavaus ekkor még nem szándékozott a görögökkel háborúba lépni.

## Ión felkelés

Az ión felkelés főbb eseményei

Az ión felkelés alatt azt a katonai felkelést értjük, amely Eoliában, Doranban, Kariában és Cipruson alakult ki a perzsák ellen, i. e. 499 és i. e. 493 között.
A kis-ázsiai görög poliszok közül csupán Milétosz vezető rétege tartott ki egyértelműen a perzsák mellett, ugyanis azok uralma alatt viszonylagos önállóságot élveztek, sőt területi növekedést is tervezhettek. Erre akkor nyílt lehetőség, amikor a Naxoszról elűzött arisztokraták a milétosziak segítségét kérték a visszatérésre, i. e. 499-ben. Milétosz türannosza, Arisztagorasz Szardeisz satrapájával, Artaphernésszel elutazott a perzsa helytartóhoz, hogy engedélyét kérje az akcióhoz. I. Dárajavaus azonban az akciót unokaöccsére, Megabatészra bízta, így az eredetileg görög vállalkozásból perzsa katonai akció lett. A naxosziak értesültek az őket fenyegető támadásról, ezért négy hónapra elegendő mennyiséget halmoztak fel a szükséges készletekből, ugyanis tisztában voltak vele, hogy csak a hajózási szezon végéig kell kitartaniuk, utána a perzsa hajók visszatérnek a biztonságos kis-ázsiai kikötőkbe. A naxosziak ellenállása a perzsa hajóhadat visszavonulásra késztette. Arisztagórasz hitelét vesztette a perzsa király előtt. Lemondott a türannoszról, demokráciát vezetett be az ión városokban, és egy Perzsia ellenes felkelés tervét fontolgatta. A felkeléshez csatlakoztak a kis-ázsiai görög városok is, valamint Kária és Kypros.
A kudarcba fulladt naxoszi expedíció i. e. 499 nyarán zajlott le. Arisztagórasz kérésére Athén csupán húsz, Eretria pedig öt hajót bocsátott rendelkezésére. A felkelők feldúlták Szardeiszt, mire a perzsák összevonták katonai erőiket, ellentámadásba lendültek, majd Epheszosznál súlyos vereséget mértek a lázadó görögökre.
I. e. 495 őszén Ladé szigeténél csapott össze a kis-ázsiai görög és a perzsa flotta, és az ütközet perzsa győzelemmel zárult. Milétosz ostromára a következő évben került sor, a város nagy részét elpusztították, lakóit Perzsiába hurcolták. I. e. 493-ban a perzsák legyőzték a még ellenálló hellészpontoszi és propontiszi városokat is.
A felkelés elfojtása után megtörtént a türannosz és a perzsa közigazgatási rendszer restaurációja. Egy évvel később azonban váratlan fordulat történt. I. Dárajavaus visszahívta kis-ázsiai hadvezéreit, a kis-ázsiai görög poliszokban pedig megszüntette a türanniszt, és demokratikus államberendezkedést vezetett be.

## A szembenálló felek fegyveres ereje
Mindkét oldalon jelen voltak a lándzsával felfegyverzett gyalogosok és a könnyű fegyverzetű csapatok; a görög hadsereg a hangsúlyt a gyalogosokra helyezte, míg a perzsa hadsereg inkább könnyű fegyverzetű katonai csapatokat részesítette előnyben.

### A görög haderő

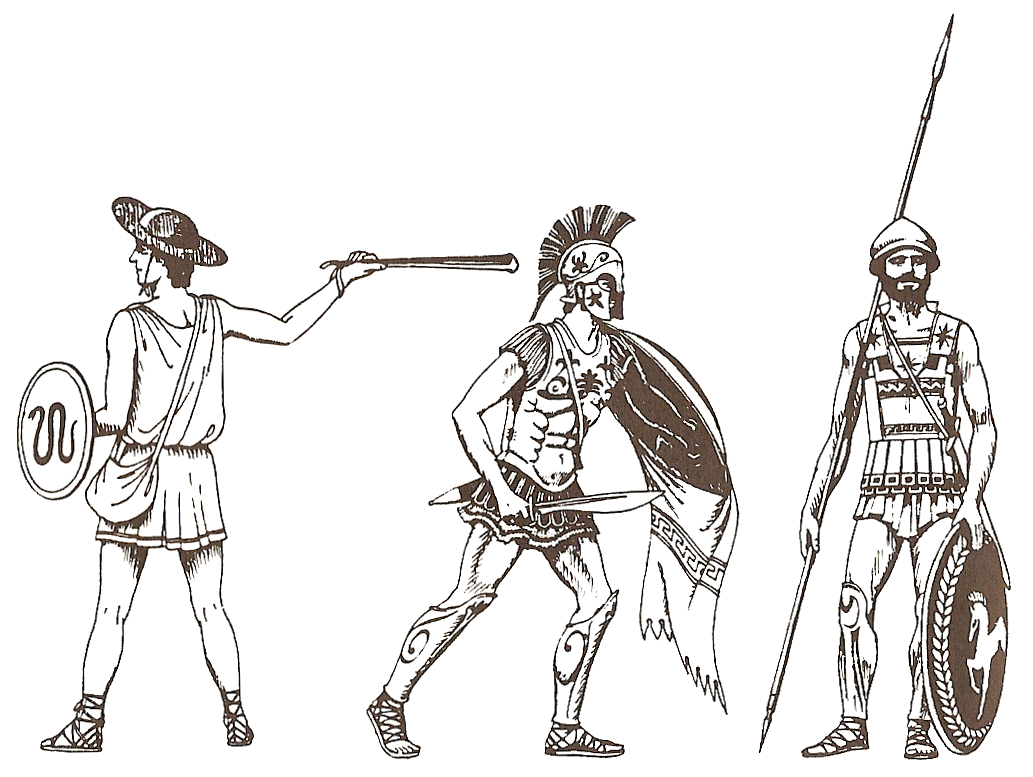
Görög katonák az i. e. 5. században

A görögöknek nem volt állandó hadseregük, ami későbbi csaták során is gondot okozott a katonák kiképzése szempontjából. A görög haderő az évszázados hagyományokra alapuló hoplita phalanxra épült. Ezek a hopliták általában a középosztályból származtak, akik megengedhették maguknak fegyvereik megvásárlását. A nehéz páncélzat általában tartalmazott egy mellvértet vagy linothoraxt, sisakot és egy nagy, kerek, homorú pajzsot (az aszpiszt vagy hoplont). A görög lándzsák hosszabbak voltak, mint a perzsáéké, ezzel jelentős előnyben voltak, amit még a nehéz páncélzat is növelt.
A második perzsa hadjárat alatt a görög területeket 11 000 katona védte Thermopülainál, míg 120 000 Plataiainál.
Themisztoklész gyors ütemben fejlesztette a flottát. A hajóépítés pénzügyi hátterét a laurioni ezüstbányák bérleti díjai adták, ebből pár év alatt 180 három evezősoros hajóból (triérész) álló flottát sikerült kiépíteni, amely a görög poliszok között is hatalmas előnyt biztosított Athénnak (a második legnagyobb flottával rendelkező Korinthosz mindössze 40 hajóval rendelkezett).

### A perzsa haderő
I. Khsajársá perzsa király hadseregét illetően jelentős viták vannak mind a mai napig a tudósok között. Hérodotosz például 2,6 millió perzsát és 5,2 millió szövetséges harcost írt. Szimonidosz szerint létszámuk mintegy 4 millió főt tett ki, míg Ktésziasz Knidiosz 80 000 perzsa katonáról számol be.

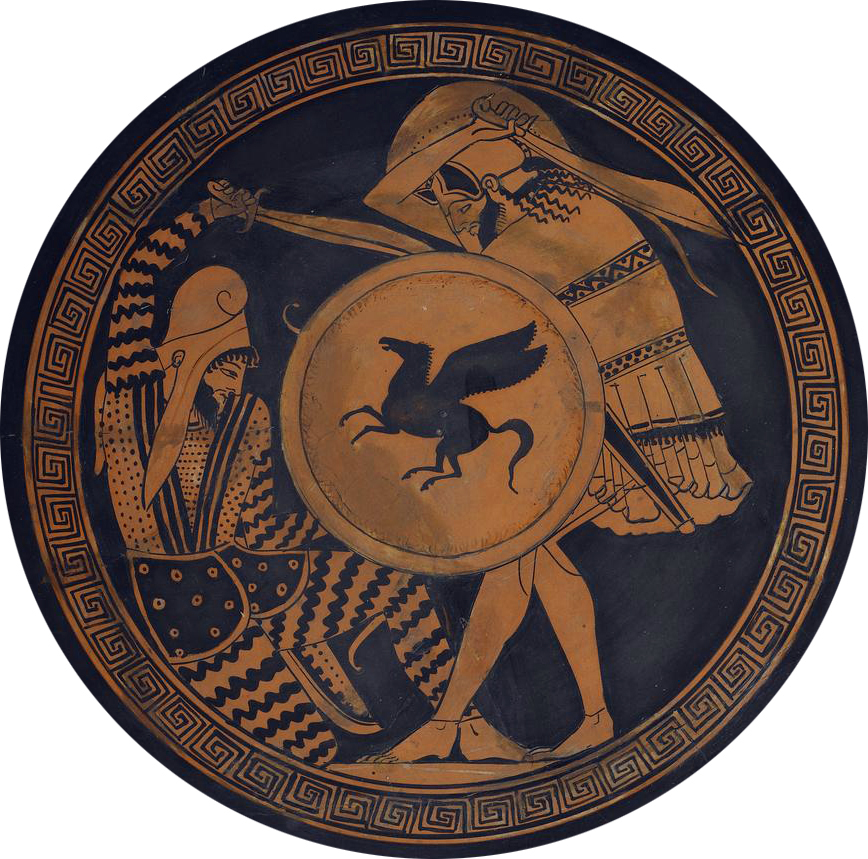
Görög hoplitész és perzsa harcos küzdelme

A modern történészek több görög forrást összehasonlítottak, de nem találtak reális adatokat. A modern számítások szerint 200–250 000 katona lehetett maximum, de minimum 15–20 ezren voltak. Pontos számot a perzsa hadsereget illetően azért nem tudni, mert feltételezik, hogy Makedóniában és Thesszáliában is maradtak tartalékegységek.
Perzsia volt az első szövetségi állam a történelemben, amelyben tíz különböző nép élt. Tolerálták a más felekezetűeket, eltörölték a rabszolgaságot. Több nép miatt a hadsereg is többnemzetű volt: perzsák, médek, asszírok, föníciaiak, zsidók, arabok, egyiptomiak, sőt görögök is. I. Dárajavaus perzsa király nagy építkezéseket engedélyezett a görög polgároknak, illetve ott is eltörölte a rabszolgaságot. Ezért az ión és makedón területeken nagy népszerűségnek örvendett, így az ő oldalára álltak a háborúk idején. A katonák általában egy íjat, egy rövid lándzsát, egy kardot vagy baltát és egy fonott pajzsot hordtak. Az íjászok kezdték meg a támadást, majd a lándzsások következtek. Az alacsonyabb rangú perzsa gyalogság (szparabara) tagjai nagyobb fonott pajzsot és hosszabb lándzsát hordtak, viszont íjat nem. Szerepük az volt, hogy a formáció hátsó végét védjék. A lovasság könnyű fegyverekkel harcolt.
A perzsa hadsereg elitalakulatai voltak a halhatatlanok és a méd kopjások. A halhatatlanok egy elit gyalogos egység volt, amely a hősiességéről és a bátorságáról volt híres, és 10 000 tagja volt. A tagjait születésüktől kezdve képezték, és csak médek és perzsák alkothatták. A fegyvereik között dárda, kopja, kard és pajzs szerepelt. A méd kopjások egyformán jól használták a kopját és a pajzsot, és a halhatatlanok után a legjobb harcosoknak számítottak.
A perzsa flotta méretéről is komoly viták vannak. Hérodotosz szerint 1307 hajójuk volt, amit más ókori tudósok elfogadtak. A modern tudósok úgy értelmezik, hogy valóban 1200 hajó volt, amit a legtöbben el is fogadnak, bár a szalamiszi csatában valószínűleg kevesebben voltak. Azonban vannak, akik ezt úgy értelmezik, hogy a görög flottával együtt volt ennyi, és maga a perzsa flotta kb. 600 hajóból állt. Ismét más számítás szerint Hérodotosz adata a perzsa flotta teljes létszámára nézve igaz, amelyből azonban több mint 600 hajó a hellészpontoszi hajóhidat alkotta, és száznál több elveszett Artemiszionnál. Hérodotosz ezekkel a hajókkal nem tudott elszámolni, ezért kitalált két vihart, amelyek során összesen hatszáz perzsa hajó süllyedt volna el.

## I. Dárajavaus hadjáratai (i. e. 492–490)

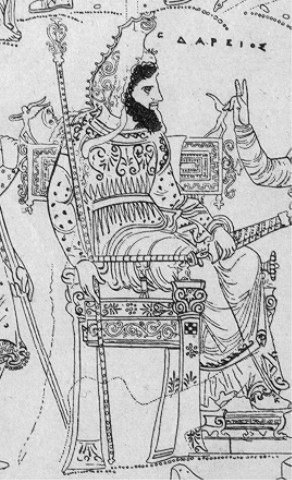
I. Dárajavaus perzsa király alakja a Dareiosz-vázán

Az ión felkelés leverése után az Óperzsa Birodalom királya, I. Dárajavaus tervezni kezdte Délkelet-Európa görög területeinek meghódítását, hogy megbüntesse Athént és Eretriát, amiért segítette az iónokat. A perzsák első görögök elleni inváziója két hadjáratból állt. Az első előkészítését Hippiasz szervezte.
Mivel Athén ekkor még nem rendelkezett nagy hajóhaddal, minden erejükkel azon voltak, hogy a hoplitákat megfelelő módon előkészítsék a harcra. Az irányító szerep Miltiadészra hárult, aki nagyon jól ismerte a perzsa harcmodort, ennélfogva vitathatatlan katonai tekintélynek számított. Athén egy esetleges támadás esetén a Peloponnészoszi Szövetség erejére is számíthatott, mivel az i. e. 6. század vége óta Spárta szövetségese volt.

### Mardoniosz hadjárata
Az első perzsa hadjárat i. e. 492-ben kezdődött Mardoniosz vezetésével. Ő ismét meghódította Thrákia európai területeit, amely névlegesen i. e. 513 óta az Óperzsa Birodalom része volt, ezt követően Makedónia behódolt, bár Hérodotosz szerint a perzsa követeket megölték a makedón szokások figyelmen kívül hagyása miatt. A támadásai megakadtak Athosz hegyénél, mert a hajói viharba kerültek. Később thrák törzsekkel ütközött meg, súlyos veszteségek árán győzött, majd visszatért hazájába, miután helyőrségeket hagyott hátra a thrákiai partvidéken. A hadjárat legfőbb eredménye az volt, hogy I. Alexandrosz makedón király elismerte a perzsák uralmát országa felett, ezzel támogató bázist szerzett Európában.
A következő évben I. Dárajavaus elküldte képviselőit a görög poliszokba, akiktől a perzsa korona iránti hűséget próbálta megszerezni. A görög poliszok többsége elfogadta a feltételeket, de Athén és Spárta visszautasította azt. A perzsa követek a hűség jeleként földet és vizet kértek, Athénban azonban a felháborodott tömeg a követet egy kútba dobta, míg Spártában a követek szakadékban végezték, mondván vigyenek onnan vizet és földet. Ezért egy évvel később, i. e. 490-ben I. Dárajavaus bosszúhadjáratot indított.

### Artaphernész és Datisz hadjárata
I. e. 490-ben a perzsa hadsereg, Artaphernész és Datisz vezetésével, a szárazföldi hadsereget behajózva, tengeri úton megtámadta Athént és Spártát. A flottát Kilikia szatrapiából hajóztatták ki. A perzsa sereg a hadtörténészek szerint megközelítőleg 25 000 katonából állhatott. Rodosz szigetén sikertelenül ostromolták Lindosz városát. A perzsa hajósok ezután Naxosz szigete ellen fordultak, hogy bosszút álljanak a kilenc évvel azelőtti sikertelen támadás miatt. A lakosság a hegyekbe menekült, akiket a perzsák rabszolgává tettek, továbbá felégették Naxosz városát. A flotta továbbhajózott Athén felé. Velük ment Athén egykori türannosza, Hippiasz is, akit a perzsák Athén kormányzójának szántak. Útközben a kisebb szigetek lakosságát elfogták és rabszolgává tették.
A perzsa harcosok eljutottak Euboiába, ahol megtámadták az első nagy célt: Eretria városát. A perzsák közelsége miatt a város lakosai nem tudtak felkészülni az ostromra. Végül hat napi, mindkét oldalon sok áldozatot követelő ostrom után a falakat lerombolták, majd a hetedik napon két eritriai kinyitotta a városkaput a perzsák előtt. A várost kifosztották és felégették, a lakosságot rabszolgasorsba taszították.

#### A marathóni csata

A marathóni csata

Délosz szigetének magasságában a perzsák átszelték a tengert, a célpont Athén volt. I. e. 490 nyarán Marathónnál, 40 kilométerre Athéntól, északon partra szálltak. Az athéniak és plataiaibeliek csapatai délebbre, a hegyek lábánál sátoroztak le. A csata a spártai Karneia-ünnep táján zajlott le, a spártaiak emiatt késve érkeztek a marathóni csatamezőre. A görögök megakadályozták, hogy a perzsák elhagyják a marathóni síkságot. A patthelyzet öt napig tartott, amikor a perzsa csapatok mozgolódni kezdtek.
Miltiadész nem a középső hadtestet, hanem a jobb- és balszárnyat erősítette meg. A perzsa íjászok esélyeinek csökkentésére parancsot adott, hogy rohammal közelítsék meg az ellenséget, és kényszerítsék közelharcra őket. Az ütközet kezdetén a görög középhad előretört, majd hátrálást színlelt, s a perzsa sereget maga után csalta, miközben a jobb- és balszárny körülzárta az ellenséget és győzelmet aratott. A perzsák közül menekülés közben sokan a mocsarakba fulladtak. A megmaradt perzsa haderő hajóra szállt és hazatért.
A perzsa veszély Miltiadész érdemeinek köszönhetően elmúlt, a marathóni győztest azonban a pároszi kudarc miatt vád alá helyezték. Elítélték, és a börtönben halt meg i. e. 489-ben.
Hérodotosz emlékei szerint a perzsák 6400 főt, az athéniak 192 főt veszítettek. A csatában elesett az athéni arkhón, Kallimakhosz is.

## Interbellum (i. e. 490–480)

### Óperzsa Birodalom
A marathóni csata után a király Datisz méd admirálist bízta meg ismét a hadihajók vezetésével és a következő athéni támadással. I. e. 486-ban Egyiptom fellázadt, ezért el kellett halasztani a görögök elleni támadást. Ebben az évben a király 36 év uralkodás után meghalt, és fia, I. Khsajársá lépett a trónra, aki először leverte az egyiptomi felkelést. A király komoly és hosszú tervezésbe, pénzszerzésbe, katonatoborzásba és új fegyverek beszerzésébe kezdett. Khsajársá úgy döntött, hogy a Hellészpontoszt áthidalja, majd csatornát ásat Athosz hegyénél, mert korábban itt sérült meg apja flottája. Mindkét projekt hatalmas mérnöki kihívás volt, amelyekre korábban nem volt példa, sőt még egy modern államnak is komoly anyagi terhet jelentene. A terv egy évet csúszott, mivel egy újabb egyiptomi és a babilóniai felkelést kellett leverni, csak ezután tudott hozzákezdeni a görög támadáshoz, amelyet i. e. 480-ra időzített.

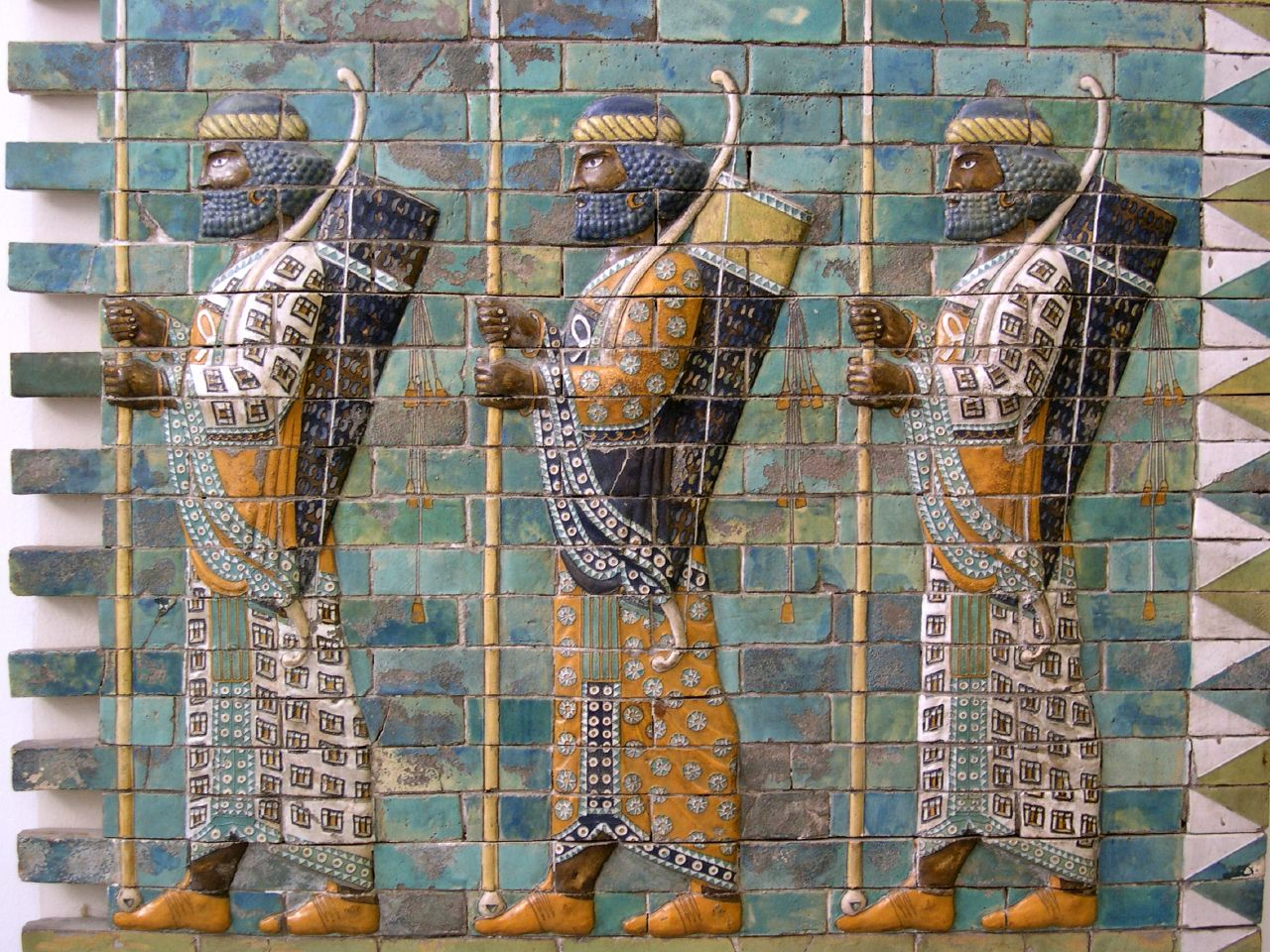
Perzsa harcosok, valószínűleg a Halhatatlanok (a berlini Pergamonmuseumból)

A perzsáknak görög oldalról is voltak támogatói. Argosz városállama csatlakozni kívánt a perzsákhoz abban a pillanatban, ahogy a birodalom seregei elérik a városállam határát. Az aleuadae család lehetőséget látott az invázióban, ugyanis ki szerették volna terjeszteni hatalmukat Lariszában és Thesszáliában.
I. e. 481 nyarán és őszén, négyéves felkészülés után a perzsa seregek gyülekezni kezdtek Kis-Ázsiában. I. Khsajársá a következő év tavaszán csatlakozott a seregeihez a lüdiai Szardeisz városban. Nem sokkal később átkeltek két pontonhídon a Hellészpontoszon.

### Görög poliszok
Az athéniak már I. Dárajavaus visszavonulása után tudták, hogy lesznek újabb hadjáratok, azonban a felkészülést csak néhány év múlva kezdték el, miután Themisztoklész tekintélye Athénban megerősödött. Az athéniaknak nem volt elég emberük se a szárazföldön, se a tengeren, ezért még más poliszokból is befogadtak harcosokat. I. e. 481-ben I. Khsajársá követeket küldött a városállamokba, hogy maga felé fordítsa a szövetséget, de ajánlatát Athén és Spárta ezúttal is elutasította .
I. Alexandrosz makedón király még Mardoniosz hadjárata alatt közeledni próbált az Óperzsa Birodalomhoz. Spártában i. e. 488-ban I. Leónidasz lett az állam feje, követve testvérét a trónon. A görög poliszok vezetői tudták, hogy hamarosan tartaniuk kell egy újabb perzsa támadástól, de annak időpontját nem sejtették.
Athén politikai életében két csoportosulás állt egymással szemben, egy mérsékelt irányzat, élén Ariszteidésszel és egy radikálisabb irányzat, melynek vezetője Themisztoklész lett.
A két politikai csoportosulás vezetői között a várható háborúra való felkészülés módjában is különbség mutatkozott. Ariszteidész köre a szárazföldön akarta felvenni a harcot a perzsákkal, és ennek érdekében a hoplita sereget kívánta fejleszteni. Themisztoklész viszont egy hajóépítési programmal állt elő. Az volt a véleménye, hogy csak egy tengeri győzelem mentheti meg Hellászt a perzsa fennhatóságtól.
Az I. e. 480-as években a vezető nemzetségek tagjai közül többeket osztrakiszmosszal eltávolítottak Athénból. Ariszteidész is erre a sorsa jutott, így Themisztoklész lett az egyedüli hangadó Athénban. Mindenekelőtt hozzálátott hajóépítési programja megvalósításához. Kétszáz triérészt szereltetett fel, s ezekre a thészek soraiból toborzott legénységet.
I. e. 481 őszén Spárta és Athén közös tanácskozást tartott a Korintoszi-csatorna mellett, a Poszeidón-templomban, amelyre meghívták azokat poliszokat is, amelyek nem voltak a perzsák szövetségesei. A kongresszuson Athén és Aigina békét kötött, és a görög városállamok támogatták a perzsák elleni harcot.
I. e. 481 nyarán perzsa követek jelentek meg a görög poliszokban, hogy I. Khsajársá perzsa király jóindulatáról biztosítsák azokat, akik hajlandók szerződést kötni Perzsiával. A thesszáliai városok eleget tettek a felszólításnak, a boiótiai Thébai szintén. A közép-görögországi népcsoportok közül egyedül a phókisziak álltak a perzsaellenes görög szövetség oldalára. Az ellenállást választók képviselői az Korinthoszi-földszoroson gyűltek össze, és megegyeztek abban, hogy az eseményeket a továbbiakban az Iszthmoszi Szövetség irányítsa. A fővezérlet joga Spártát, a Peloponnészoszi Szövetség fejét illette. Themisztoklész hazahívta Ariszteidészt, és kibékült vele.
Időközben értesültek arról, hogy a perzsák átkeltek a Hellészpontoszon, és észak felől várható a támadás. Úgy döntöttek, hogy a keskeny Thermopülai-szorosnál veszik fel a harcot az ellenséggel.

## I. Khsajársá hadjáratai (i. e. 480–478)

### Thrákia, Makedónia, Thesszália
Az Iszthmoszi Szövetségben a görög államok közül Épeirosz, Kréta, Argosz, Kerküra és még néhány kinyilvánította semlegességét a konfliktusban, míg a szicíliai görögök szintén megtagadták a segítséget, mert harcban álltak Karthágóval, és mert nem kapták meg legalább az egyik fővezérséget.
Az iszthmoszi gyűlésen a poliszok a fővezérséget Spártára bízták, mert az rendelkezett a legnagyobb szárazföldi haderővel, de a szövetségesek ragaszkodtak ahhoz, hogy a közös flotta parancsnoksága is Spártáé legyen, holott Spárta csak tíz hajót volt képes kiállítani, míg Athén 180-at, a megközelítőleg 380-ból.
A perzsa sereg, miután i. e. 480 tavaszán a Hellészpontoszon átkelt Európába, a görög poliszok ellen vonult. A legenda szerint egy hatalmas vihar szétverte a pontonhidat, emiatt I. Khsajársá perzsa király békét ajánlott. A Hellészpontosztól Termosz városáig három és fél hónapig a partvidéken haladtak, a gyalogságot a hadiflotta kísérte. I. Khsajársá ekkor felosztotta a hadsereget, hogy az felállhasson a megfelelő taktikai egységekbe.
A görög szövetségi kongresszus i. e. 480 tavaszán ismét összeült, hogy megbeszéljék a védelmet. Arra jutottak, hogy a Temposz-völgyben fognak megütközni a perzsákkal. Amikor I. Alexandrosz makedón király odaérkezett, figyelmeztették, hogy elkerülheti őket az ellenség, így visszafordultak, ezzel azonban védelem nélkül hagyták Thesszáliát. Ezzel mindkét félnél jó pontot szerzett, a perzsák előtt megnyílt az út, a görögöket pedig értesítette a perzsa hadmozdulatokról – később meg is kapta a Philhellén melléknevet. Nem sokkal később jött a hír, hogy a perzsák már Európában vannak. A másik görög tervet Themisztoklész vezette fel, aki szerint Thermopülainál kell megütközni a perzsákkal. Ez a szoros a görög hoplitáknak kedvezett, akik nehézfegyverzetű gyalogosok voltak. Egyúttal a tengeren, a szorostól nem messze is szembe tudtak szállni az ellenséggel, mivel az athéni hajók képesek voltak lezárni a csatorna kijáratát. Ezt el is fogadta a kongresszus. Ezután Athén lakosságát Trezenoszba telepítették át.

### Az artemiszioni és a thermopülai csata
Ὦ ξεῖν ", ἀγγέλλειν Λακεδαιμονίοις ὅτι τῇδε
κείμεθα, τοῖς κείνων ῥήμασι πειθόμενοι
Ó xein’, angellein Lakedaimonioisz, hoti téde
keimetha, toisz keinón rhémaszi peithomenoi
Itt fekszünk, vándor vidd hírül a spártaiaknak:
Megcselekedtük, amit megkövetelt a haza
Thermopülainál a csata idején a hegy és a Kis-öböl partja között egy 14 méter széles szoros volt. A déli oldalán egy kis hegy található, míg az északin egy tengeri öböl. Itt három „kapu” nyílott, a középsőnél 100 évvel korábban a fokidaniak egy falat készítettek a thesszáliai invázió ellen. Thermopülai név az ógörög forró kapu szóból származik, mert több meleg forrás is található a környéken.

A thermopülai csata

A katonai stratégia szerint a Thermopülai-szoros volt a legalkalmasabb hely, ahol védekezni tudtak a görögök. Tisztában voltak azzal, hogy csak feltartóztatni tudják majd a perzsákat, illetve károkat okozni a csapataiknak, de megsemmisíteni nem, ezért Athén lakosságát kitelepítették. A szoros miatt a perzsa sereg nem tud teljes erejével felfejlődni, ezért kisebb összecsapásokban tudják majd a görögök felmorzsolni a perzsák seregét. A perzsa hadsereg szárazföldi és tengeri egységei kezdetben párhuzamosan haladtak, de a tengerészek utánpótlása akadozott, így azok lemaradtak. A perzsák tudták, hogy tovább kell haladniuk a szorosokon, mert ott könnyen támadhatók, de a koordinációt is meg kellett oldani a haditengerészet és a szárazföldi csapatok között.
Egy perzsa sereg a Thermopülai-szorosnál, a hadiflotta pedig Artemiszionnál ütközött először görög ellenállásba. A görögök a szorosban a hagyományos phalanx technikát alkalmazták, úgy tervezték, hogy ezzel vissza tudják verni a perzsa lovasság balszárnyát. A másik előnye ennek a felállásnak, hogy a perzsa könnyűgyalogságot a görög nehézgyalogság fegyverrel és pajzzsal le tudja győzni. Gyenge pontja is volt ennek a taktikának. A hegyi körülmények lehetővé tették, hogy a perzsák egy párhuzamos úton bekerítsék őket, azonban a perzsa lovaknak valószínűleg ez nem lett volna átjárható. Mivel a perzsa  gyalogosokat a hegyi harcra is kiképezték, Leónidasz, amint megtudta ezt a helyi lakosoktól, ezer fokodait küldött a hegyi út védelmére.

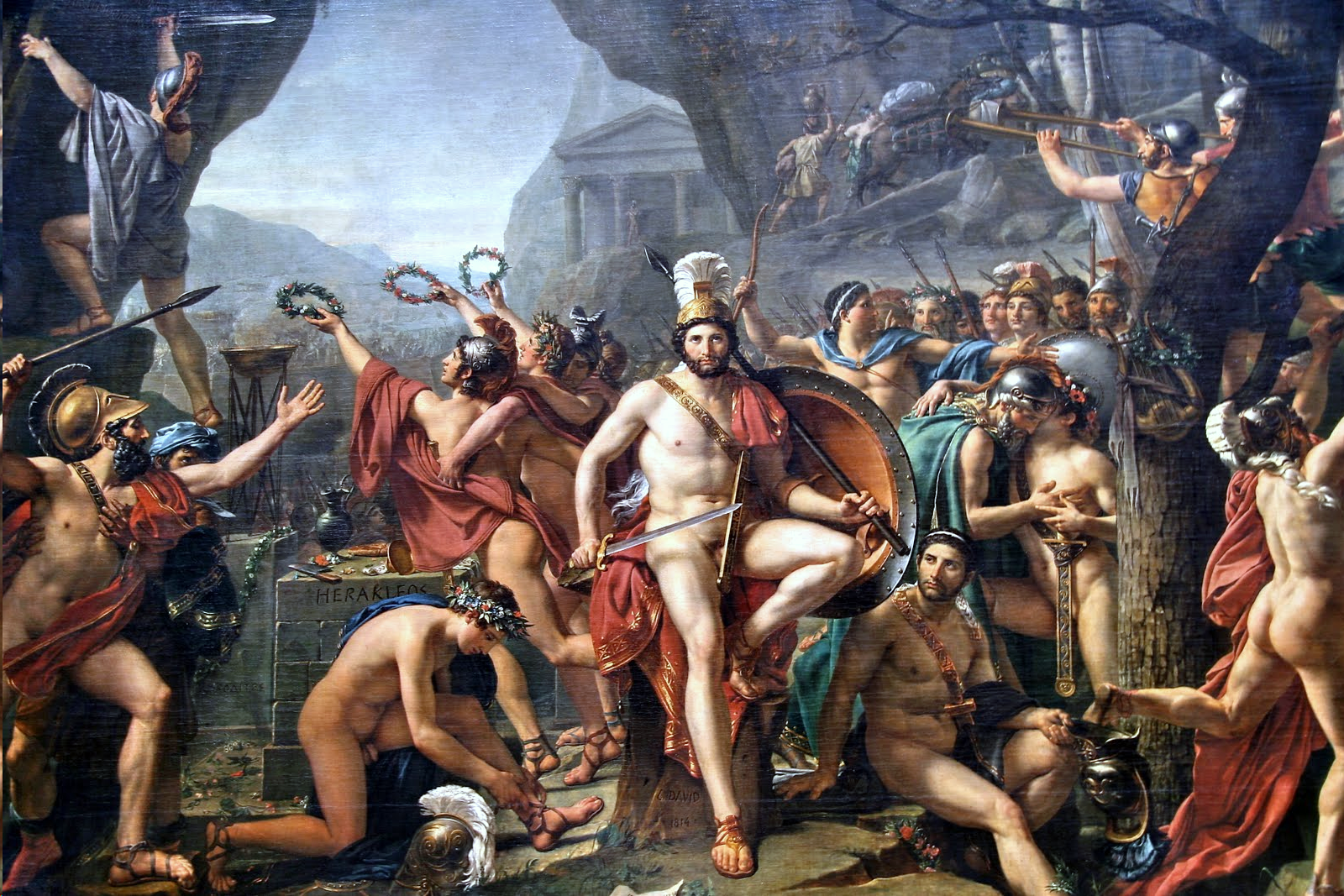
Jacques-Louis David: Leónidasz Thermopülainál

A csata részleteit nem ismerjük pontosan, mert csak Hérodotosz leírásai alapján lehet képet alkotni róla, amely néhány görög túlélő elbeszélése alapján készült. I. Khsajársá öt napot várt, hogy a görögök elvonuljanak. Miután a görögök maradtak, megindította a támadást. A terepviszonyok a görögöknek kedveztek, ezért a perzsák kénytelenek voltak a phalanxot szembetámadniuk. Hérodotosz leírja, hogy a görög hopliták hosszú dárdával védekeztek, míg a perzsák rövid dárdával és karddal harcoltak, és hogy a perzsák nagy veszteségeket szenvedtek el a három napos csata során. Az egyik legenda szerint a harmadik napon a helyi görög pásztor, Ephialtész megmutatta a perzsáknak  az Anopaia-ösvényt, amelyen átvergődhetett a sereg, és így a szoros bejáratát védő görögök hátába kerülhettek. Amikor a perzsák lerohanták a rejtett ösvényt, kisebb görög védelmet találtak, de azok hamar visszavonultak. Amikor Leónidasz belátta, hogy nem bírja tartani a szorost, elrendelte a teljes visszavonulást. Mintegy 700 theszpiai harcos Démophilosz vezetése alatt megtagadta a parancsot és tovább védekezett. Leónidasz testőrei, mintegy 300 spártai, 400 thébai és 700 theszpai is ott maradt, egyesek szerint a dicsőségért, mások szerint a perzsák elvágták menekülésük útját. A csata végén a thébaiak letették a fegyvert, a spártaiak és a theszpaiak egytől egyig meghaltak.
A szárazföldi csatával párhuzamosan a tengeren is megütközött a két sereg Artemiszionnál. Az artemiszioni csatában a görögök is jelentős károkat okoztak a perzsáknak, de azok ennek sokszorosát szenvedték el egy kitört vihar miatt. A csata három napig tartott, és akkor lett vége, amikor hírt kaptak a szárazföldi görög vereségről. Mivel a görög flotta nem szenvedett nagy veszteségeket, ezért úgy döntöttek, hogy visszavonulnak Szalamisz szigete mellé.

### A szalamiszi csata

A szalamiszi csata

A perzsák Thermopülai után tudták, hogy egész Boiótiát elfoglalhatják, így egészen Attikáig szabad az út. Themisztoklész kiüríttette Athént, a férfilakosságot hajókra gyűjtötte, a lakosság többi részét Szalamisz és Aigina szigetére telepítette. A perzsa sereg feldúlta a kiürített várost, a flotta pedig Szalamisz felé vette az irányt. A görög szövetségesek nem sokkal később új védelmi vonalat építettek ki a Korinthoszi-szorosnál.
Ekkor a perzsák uralták szinte az egész görög poliszvilágot, és I. Khsajársá gyorsan be akarta fejezni a hadjáratot. Azt gondolta ugyanis, hogy ha legyőzte a görög hajók többségét, a maradék majd megadja magát. Themisztoklész pedig abban bízott, hogy a perzsák feladják a küzdelmet a még szabad  területekért. A görög szövetségi hajók Szalamisz partjainál, a Szaróni-öböl bejáratánál állomásoztak, a keskeny átjárón ugyanis a perzsa hajóhad nem tudta a létszámbeli fölényét kihasználni.
Themisztoklész cselhez folyamodott. Üzenetet küldött Khsajársának, hogy minél előbb támadjon, mivel a görög flotta hamarosan elhagyja Szalamisz térségét. A perzsa király hitelt adott ennek, és megindította a támadást. A görög hajóhad felkészülten várta a perzsákat. Ezen a terepen a könnyű mozgású triérészek nagy előnyt biztosítottak a görögöknek. Bronz orrhegyeikkel letörték a nehezen manőverező perzsa hajók evezőlapátjait, vagy lyukat fúrtak a hajókon. A görögök győzelme végleg megtörte a perzsa hadiflotta erejét. A 200–1200 körüli perzsa hajóhad elsüllyedt vagy a görögök kezére került.
Hérodotosz szerint I. Khsajársá leromboltatta azt a hidat, amelyen keresztül az athéniak elmenekültek Szalamiszra. Mardoniosz parancsnok még folytatni szerette volna a háborút, de a királynak el kellett vonulnia Babilóniába, ahol felkelés tört ki. A perzsa hadsereg kisebbik része azonban a Mardoniosszal maradt, hogy ellenőrizzék Thesszáliát és Boiotiát. Az athéniak télen visszatértek lerombolt városukba.

### A plataiai és a mükaléi csata
A tél folyamán valószínűleg nézeteltérések voltak a görög szövetségesek között. Az athéniak ugyanis nem védték a korinthoszi-átjárót, amely a szalamiszi csatában fontos szerepet játszott, de azt még tavasszal visszautasították, hogy csatlakozzanak a tengeri szövetséghez. Spárta  kizárólag a Peloponnészosz védelmét tartotta szem előtt. Mardoniosz tudta, hogy sikertelen a földszoros megtámadása, míg a szövetségesek nem küldenek csapatokat, ezért megpróbálta a görög szövetséget felbomlasztani úgy, hogy az athéniaknak I. Alexandrosz makedón király közvetítésével békét ajánl. Az athéniak ekkor a spártaiakhoz fordultak szövetség reményében, de akkor még azok visszautasították.
A sikertelen tárgyalások után az athéniak újra elhagyták a várost, míg a perzsák a görög szövetségesek megérkezése előtt elfoglalták állásaikat. Mardoniosz akkor újra békét ajánlott az athéniaknak. Ekkor az athéniak, megaraiak és plataiaiak újra követeket küldtek Spártába, hogy a szövetségbe kényszerítsék őket. Ez sikerült is, és a spártaiak hatalmas hadsereget küldtek a perzsák ellen.
Amikor Mardoniosz meghallotta, hogy a görög szövetségesek hadai megindultak, Boiótiában, Plataiai mellett felsorakozott harcosaival, és várta a görögöket a sík terepen. A görögök a spártai Pauszaniasz vezetésével egy magaslaton helyezkedtek el, ami jobb pozíció volt, mint a perzsáké. Néhány nap múlva éjszaka a két hadsereg összecsapott. Ez azonban hibás lépés volt, mert az athéniak és a spártaiak elszigetelődtek egymástól. A perzsa vezér ezt felismerve kiadta a parancsot a támadásra. A perzsa gyalogság és görög szövetségeseik azonban nem voltak olyan jól páncélozva, mint az ellenséges hopliták, ezért hamarosan hátrányba kerültek. A spártaiak előrenyomultak, és megölték a perzsa fővezért. A perzsa sereg vezető híján felbomlott, és a 40 000 katona visszavonult Thesszáliába.
A plataiai csata után Hérodotosz elmeséli, hogy a görög tengerészek II. Leótükhidasz spártai király és Xanthipposz athéni sztratégosz vezetése alatt a Mükalé-hegyfoknál is győztek, ezzel a keleti görögség is felszabadult a perzsa fennhatóság alól.
I. Khsajársá a következő tél elmúltával elhagyta Európát attól tartva, hogy a görögök a hellészpontoszi híd lerombolásával elvágják előle a visszatérés lehetőségét. Közvetlen perzsa fennhatóság alatt egyedül a küproszi (ciprusi) görögség maradt, egészen i. e. 449-ig.

## A görög ellentámadás

### Mükalé és Iónia
A mükaléi csata fordulópontot jelentett a konfliktusban, ugyanis a görög sikerek arra biztatták a vezetőket, hogy ellentámadásba lendüljenek. A görögök ezért hajókra szálltak, és Kis-Ázsia felé vették az irányt. Ennek hírére Milétosz és Szamosz fellázadt, amit a többi kis-ázsiai görög város is követett.

### Szésztosz
A mükaléi csata után a görög szövetséges flotta a perzsa pontonhidat elpusztította, amin korábban a perzsa csapatok átkeltek Európába. A pelonoposzészi emberek ezután hazahajóztak, de az athéniak megkezdték a trákiai herszonok elleni hadjáratot, akik még mindig perzsa uralom alatt éltek. A környékbeli perzsák ezek után visszavonultak Szésztoszba, abba a városba, amely a régió egyik legnagyobb erődje volt. Itt új pontonhíd építésébe fogtak. A város kormányzója Artaiktesz volt, aki nem tartotta fontosnak megerősíteni a város védelmi rendszerét. Az athéniak így könnyen megostromolták Szésztoszt. A több hónapos ostrom miatt az athéniak elégedetlenek voltak a harcok elhúzódása miatt, de végül élelem nélkül maradt a város, és a lakossága egy gyengébben őrzött területen át az éj leple alatt elmenekült. Az athéniak a következő napon bevonultak. Ez volt az ellentámadás első eseménye, és ezzel ért véget Hérodotosz Történelem című munkája.
Az athéniak üldözőbe vették a perzsákat. Artaikteszt elfogták, és a perzsák egy részét fogságba ejtették, másik részét megölték. Elaiosz lakossága kérte Artaiktesz keresztre feszítését, mivel a perzsa kormányzó korábban kifosztotta a várost. Az athéniak a régió megnyugvásával hazahajóztak az épülőben lévő pontonhíd alkatrészeivel együtt.

### Egyesült Makedónia
A görög sikerek után I. Alexandrosz makedón király úgy döntött, kiterjeszti a hatalmát azon görög törzsek felett, akik a Pindoszi-hegység keleti oldalán élnek. A sikeresen meghódított területeken azonban éltek nem görög törzsek is. Ott három új várost alapított, hogy a görög befolyást megerősítsék, majd később itt aranyat bányásszanak. Emiatt gazdasága, népessége növekedett. Az i. e. 4. században, amikor a görög poliszok gazdaságilag vegetáltak, II. Philipposz makedón király egyesítette a makedón arisztokráciát, és megtámadta déli szomszédait.

### Küprosz

Küprosz ókori királyságainak térképe

I. e. 478-ban a görög szövetséges flotta húsz peloponnészoszi és harminc athéni hajóval, (Ariszteidész és Pauszaniasz vezetésével) elhajózott Küproszra. Thuküdidész szerint a flotta Küprosz felé a legtöbb szigetet visszafoglalta. A modern történészek ezt nem tudják beazonosítani. Ott sikeresen elfoglaltak néhány görög várost, de nem sikerült a föníciaiak városait elfoglalni, mert Küproszon volt egy perzsa tengerészeti bázis.

### Büzantion
A küproszi expedíció után a flotta Büzantion (ma Isztambul) felé vette az irányt. A város stratégiai hely volt már akkor is, mivel ezen keresztül lehet ellenőrizni a Dardanellákat és a Boszporuszt. Athénnak ez idő tájt több kolóniája is volt a Fekete-tenger partvidékén, amelyek hajói ezeken a szorosokon szállították az élelmet a városba.
Büzantion az ostromot nem bírta, és a görögök elfoglalták, az ott lévő perzsákat elfogták. Pauszaniasz a perzsa stílust kedvelte, tanulmányozta azt a városban, amelyben nagy ünnepségeket is rendeztek annak előtte. Az iónoknak és a peloponnészosziaknak a vezető viselkedése nem tetszett, ezért visszatért Spártába, ahol őt azzal vádolták, hogy a perzsa király rábeszélésével görög türannosz akar lenni, a perzsa király lányát pedig el akarja venni. Végül felmentették minden vádpont alól, kivéve a személyek elleni zaklatásból, és megakadályozták, hogy Spártán kívül hadjáratokat vezessen. Pauszaniasz azonban elégedetlen volt az ítélettel, ezért i. e. 477-ben visszatért Büzantionba, mint magánember. Átvette a város vezetését, majd kiűzte az athéniakat a városból. Ezután elhajózott a Márvány-tengerre, és a Tróasz régióban kötött ki, ahol még nem ismerték. Emiatt újból Spártába hívták, hogy új tárgyalást tartsanak, mivel azt feltételezték, hogy a helótákat felkelésre biztatta. Hazafelé Spárta belső határán találkozott Ephorosszal, aki értesítette őt, hogy el akarják ítélni. Pauszaniaszt egy görög templomba zárták, ahol néhány nappal később éhenhalt. Nem tudni pontosan, de feltételezik, hogy i. e. 470-ig volt Büzantion parancsnoka.
I. e. 477-ben a spártaiak Dorkisz vezért és egy kis hadsereget küldtek Büzantionba, de az iónok kérték őket, hogy hagyják el a várost. A spártaiak visszavonultak, és beszüntették a támadást a perzsák ellen.

## A Déloszi Szövetség háborúi (i. e. 477–450)

### A Déloszi Szövetség

A Déloszi Szövetség i. e. 431-ben

Miután a spártaiakat kitoloncolták Büzantionból, Spárta úgy döntött, hogy befejezi a részvételét a háborúban, mivel a fő cél, a poliszok függetlensége nincs veszélyben. Ez azonban nem jelentette azt, hogy tényleg így lett volna. A mükaléi csata után a spártai király Leotihidosz azt javasolta, hogy a kis-ázsiai görög városokat számolják föl, és a lakosságot telepítsék át Európába, ahol nagyobb biztonságba lennének a perzsák elől. Xanthipposz athéni elöljáró elutasította ezt a javaslatot, mert az ión városok Athén gyarmatai, ezért a városnak kötelessége megvédeni ezeket a településeket. Ezzel elkezdődött Athén dominanciája a perzsák elleni szövetségben.
A felbomlott görög szövetség, amely a khsajársái támadások miatt jött létre és amelynek Spárta volt a vezetője (Peloponnészoszi Szövetség). Ezek az államok új kongresszust hirdettek meg Délosz szigetére, ahol megalapították a perzsák elleni új szövetséget. Ehhez az Égei-tenger szigetei többsége csatlakozott, és Első Athéni Szövetségnek nevezték el, amit később Déloszi Szövetségre módosítottak. A szövetségnek három fontos feladata volt: felkészülni a következő perzsa támadásra, bosszú a perzsák ellen és a hadizsákmány felosztása. A szövetség tagjai választhattak: vagy a fegyvereket adják be, vagy adót fizetnek a kincstárba. A tagok ez utóbbit választották. Meg kellett esküdniük, hogy ugyanazok az ellenségeik és a barátaik, és a tengerbe dobták saját vasdarabjukat, ezzel megpecsételve a szövetséget. Plutarkhosz szerint Arisztidosz athéni politikus egész életében a belső kapcsolatokat kívánta javítani, halálával ez megszakadt.

### Hadjáratok Perzsia ellen
Az i. e. 470-es években a Déloszi Szövetség Trákiában és a szigetvilágban hadjáratozott, hogy megszilárdítsa a görög uralmat a régióban. Az athéniakat és szövetségeseit Kimón, görög politikus vezette. A következő évtized kezdetén Kimón hadjáratot vezetett Kis-Ázsiába, hogy megszilárdítsa a görög jelenlétet. Az eurümedóni csatában, Pamfilioszban az athéniak kettős győzelmet arattak, a perzsa flottát elsüllyesztették és a szárazföldi hadsereget is szétverték.
Az i. e. 460-as évek végén az athéniak támogatták a felkelést Egyiptomban is, amely perzsa terület volt. A görögök a felkelés elején sikereket értek el, és három év után sem sikerült a megostromlott Memphisz megsegítésére perzsa hadsereget eljuttatni. A perzsák ekkor kezdtek ellentámadásba lendülni, és 18 hónap után megsemmisítették a görögöket. Ez katasztrofálisan hatott az athéniakra, mivel a szövetségeseivel is konfliktusba került, így a háborút befejezték. I. e. 451-ben Görögországban Kimón tárgyalásba kezdett az elöljárókkal, mert új hadjáratot szeretett volna vezetni Küproszra. Kitionosz város ostromakor azonban meghalt, és az athéniak visszavonultak. A tengeren viszont sikerült a ciprusi szalamiszi csatában legyőzni a perzsákat, akik megpróbálták a görögök visszavonulását megakadályozni. Ez a sikertelen athéni hadjárat volt az utolsó a Déloszi Szövetség, illetve a görögök és az Óperzsa Birodalom között.

## Kalliaszi béke

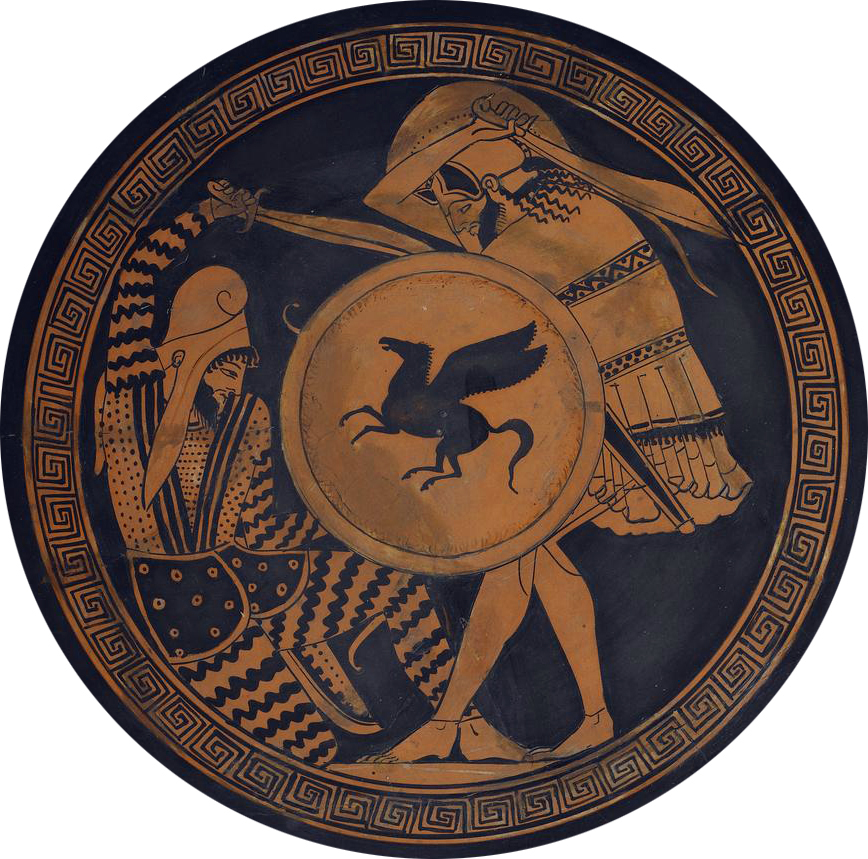
Az i. e. 5. századból származó festett váza, amelyen a görög katona legyőzi a perzsát

A ciprusi szalamiszi csata után Thuküdidész többet nem ír a görög–perzsa csatákról, hanem a görögök hazatérését meséli el. A másik oldalról, Diodórosz megemlíti a kalliaszi békét, amelyben a korábbi két fél békét kötött. Diodórosz valószínűleg itt Ephorosz történetére támaszkodik, akire Izokratosz történész hatott. Kalisztenész és Teopomposz viszont tagadták ennek a dokumentumnak a létét.
Egy feltételezés szerint az athéniak megpróbáltak tárgyalni a perzsákkal. Plutarkhosz megemlíti, hogy az eurimedoni csata után I. Artakhsaszjá perzsa király békét kért a görög városoktól, amelyeket Kaliusz athéni küldött képviselt. Közben Plutarkhoz elmondta, hogy Kalisztenész tagadta ennek a békének a meglétét. Hérodotosz is megerősíti, hogy volt egy ilyen tárgyalás Szúzában. A görög küldöttségben állítólag politikusok is részt vettek Argosz városából. Az ókori források nem értenek egyet sem a tárgyalásokban, sem a békeszerződésben.
A modern történészek is megosztottak. John V. A. Fine egyetért a békeszerződés megszületéséről, de Raphael Sealey elveti azt. Tom Holland egyetért abban, hogy tárgyalások zajlottak Athén és az Óperzsa Birodalom között, de szerinte békeszerződés nem köttetett meg. John V. A. Fine megerősíti, hogy Kalisztenész tárgyalása nélkül is megkötötték a békeszerződést. Fine leírja, hogy Teopomposz beszélt egy Athén és a perzsák közötti tárgyalássorozatról i. e. 423-ban, két évtizeddel a kalliaszi-béke megkötése után.
A történelmi források szerint a kalliaszi-békét i. e. 449-ben kötötték meg, és az alábbi főbb pontokat tartalmazta:
- A kis-ázsiai görög poliszok autonómiával rendelkeznek.
- A perzsa satrapa elveszti hatalmát az Égei-tengeren.
- Tilos a perzsa hajóknak az Égei-tengeren lenniük, az athéniaknak pedig a Földközi-tenger keleti felén, ugyanakkor a perzsa hadseregnek olyan távolságban kellett tartania magát az Égei-tengertől, amennyit egy nap alatt egy ló befut.
- Athén nem támogatja többé a perzsa szatrapiák lázadását.

## Következmények
Pontosan ötven évvel a háborúk befejezése után a két fél kapcsolata holtponton volt. A görögök megerősítették a poliszok többségében az önállóságukat, de a hadjárataik katasztrófával végződtek. A perzsák leverték az ión felkelést, viszont Görögországot nem tudták leigázni.
Katonai szempontból a görögök legyőzték a szatrapiák hadseregét Marathónnál és Plataiainál, de fő sereget nem sikerült (Thermopüla). A nyugati közvélemény I. Leónidasz spártai király önfeláldozó veresége ellenére győzteseknek titulálja a görögöket. A történészek másik fele szerint a perzsák bosszúból mentek bele a háborúba, majd I. Khsajársá perzsa király apja becsületét akarta megmenteni. Az elérhető történelmi források szerint, I. Khsajársá Athén elfoglalása után nem folytatta a szárazföldi háborút a Peloponnészoszi-félszigeten. Ennek okai többfajta lehet: elégedettség, a flotta elvesztése Szalamisz után, babilóniai felkelés stb.
Ennek ellenére, az Óperzsa Birodalom a háborúk után megőrizte vezető szerepét a régióban, bár a görögök is növelték befolyásukat. Példaként említhető a peloponnészoszi háború, amelyben az athéniak akarták uralni a félsziget görög poliszait, azonban a perzsák Spártának segítettek. Amikor az i. e. 4. század elején a spártaiak oldalára állt a poliszok többsége, az Óperzsa Birodalom hirtelen Athén szövetségese lett.

## Későbbi konfliktusok
II. Artakhsaszjá perzsa király (i. e. 404–359) uralkodásának első felét testvérének, ifjabb Kürosznak lázadása nehezítette. A testvérharcból győztesen került ki, és anyja, Pariszatid javaslatára a testvérét Lüdiába száműzte, Kürosz azonban 10 000 görög zsoldost (tízezrek) és még annyi ázsiai katonát gyűjtött össze testvére ellen. II. Artaxerxész hatalmas vagyonának köszönhetően sikerült elérnie, hogy egyetlen görög polisz sem vállalta egy perzsaellenes koalíció létrehozását, így le tudta verni testvére lázadását.
I. e. 396-ban II. Ageszilaosz spártai király 2000 neodamidosz (felszabadított helóta) és 6000 szövetséges katona élén megtámadta Kis-Ázsiát. Megérkezett Epheszoszba, hogy találkozzon Tiszaphernésszel, a perzsa vezérrel, Kária és Lüdia satrapáival. A perzsák fegyverszünetet ajánlottak neki, arra számítva, hogy a perzsa király felmentő serege megérkezik. Ez be is jött, és amikor megérkezett a király, a görögök választhattak, vagy elhagyják a birodalmat, vagy háború lesz. Ez nem tetszett a görögöknek, mert a perzsák túlerőben voltak. II. Agesziosz elfogadta a háborút, bár a megbeszélés alatt a hadserege Káriából a gazdag Frigioszba ment, ahol kiürítette a falvakat. Néhány hónappal később a perzsák és a görögök Szardeisznál összecsaptak, de közben a spártaiak értesülnek arról, hogy kitört a korinthoszi háború, ezért visszavonulnak a saját területeikre.
Az Óperzsa Birodalomnak egyetlen görög egység sem tudott ellenállni hatvan teljes évig, amíg meg nem érkezett II. Philipposz makedón király, aki i. e. 338-ban megalapította a görög (Ελληνες) szövetséget, és elfoglalta Kis-Ázsia nyugati felét. Végül fia, III. Alexandrosz makedón király (Nagy Sándor) elfoglalta a teljes birodalmat, amivel végleg megszűnt az Óperzsa Birodalom.
Az Akhaimenida-dinasztia után Nagy Sándor birodalmához tartozott a terület, majd i. e. 146-ban a rómaiak foglalták el. A görög–perzsa konfliktusokhoz sorolják az ezelőtt kitört trójai háborút is. A hellenizmus a rómaiak lévén kihalt, és a Római Birodalom egyesítette a Földközi-tenger partvidékét. A rómaiak mellett az óperzsa területeken a Pártus Birodalom, majd a Szászánida Birodalom alakult ki. I. e. 53-ban Marcus Licinius Crassus megpróbálta elfoglalni a párthusok területeit, de belső konfliktusok miatt ez nem sikerült. A késői görög–perzsa konfliktusokhoz sorolják a római–szászánida, illetve a római–bizánci konfliktust is.

## Kulturális emlékezete
A háborúk csatáiról számos film készült. A 300 című film a thermopülai csata történései egy túlélő spártai harcos, Diliosz elbeszélésében hallhatók. A spártai harcosokról szól a Last Stand of the 300 című amerikai dokumentumfilm. A La battaglia di Maratona olasz film a marathóni csatát dolgozza fel. A film 1959-ben készült.
A háborúk csatáiról képregények is születtek: Frank Miller 300-a, amelynek a története a thermopülai csata újragondolása, a középpontban Leonidásszal. A 300-at leginkább az 1962-es, A háromszáz spártai című amerikai mozifilm inspirálta, amelyet Miller még gyermekkorában látott. Gerald McCann rajzoló a Lion of Sparta című képregényt készítette, amely szintén A háromszáz spártai című mozifilm adaptációja. Archie Goodwin is képregénybe foglalta a thermopülai csatát a Thermopylae című képregényében.

## Fordítás
- Ez a szócikk részben vagy egészben  a   Grčko-perzijski ratovi című horvát Wikipédia-szócikk ezen változatának fordításán alapul.  Az eredeti cikk szerkesztőit annak laptörténete sorolja fel. Ez a jelzés csupán a megfogalmazás eredetét és a szerzői jogokat jelzi, nem szolgál a cikkben szereplő információk forrásmegjelöléseként.
- Ez a szócikk részben vagy egészben  a   Greco-Persian Wars című angol Wikipédia-szócikk ezen változatának fordításán alapul.  Az eredeti cikk szerkesztőit annak laptörténete sorolja fel. Ez a jelzés csupán a megfogalmazás eredetét és a szerzői jogokat jelzi, nem szolgál a cikkben szereplő információk forrásmegjelöléseként.

### Weboldalak
- érettségi.com